# Министерство науки и образования Азербайджана
Министерство науки и образования Азербайджанской Республики (азерб. Azərbaycan Respublikası Elm və Təhsil Nazirliyi) — центральный исполнительный орган государственной власти, осуществляющий государственную политику в области образования и науки, общее методическое руководство образованием.

## История

### Период АДР
Министерство образования является одним из старейших государственных учреждений, которое было создано 28 мая 1918 года, когда Азербайджанская Демократическая Республика объявила о своей независимости. Первое ведомство под названием Министерство Народного Просвещения состояло из трех отделов: общего среднего образования, высшего и среднего специального образования, профессиональных учебных заведений.

### Период Азербайджанской ССР
После образования Азербайджанской ССР прежние органы государственной власти были упразднены. 28 апреля 1920 года в составе Совета Народных Комиссаров Азербайджанской ССР был образован Народный Комиссариат просвещения и государственного контроля. 

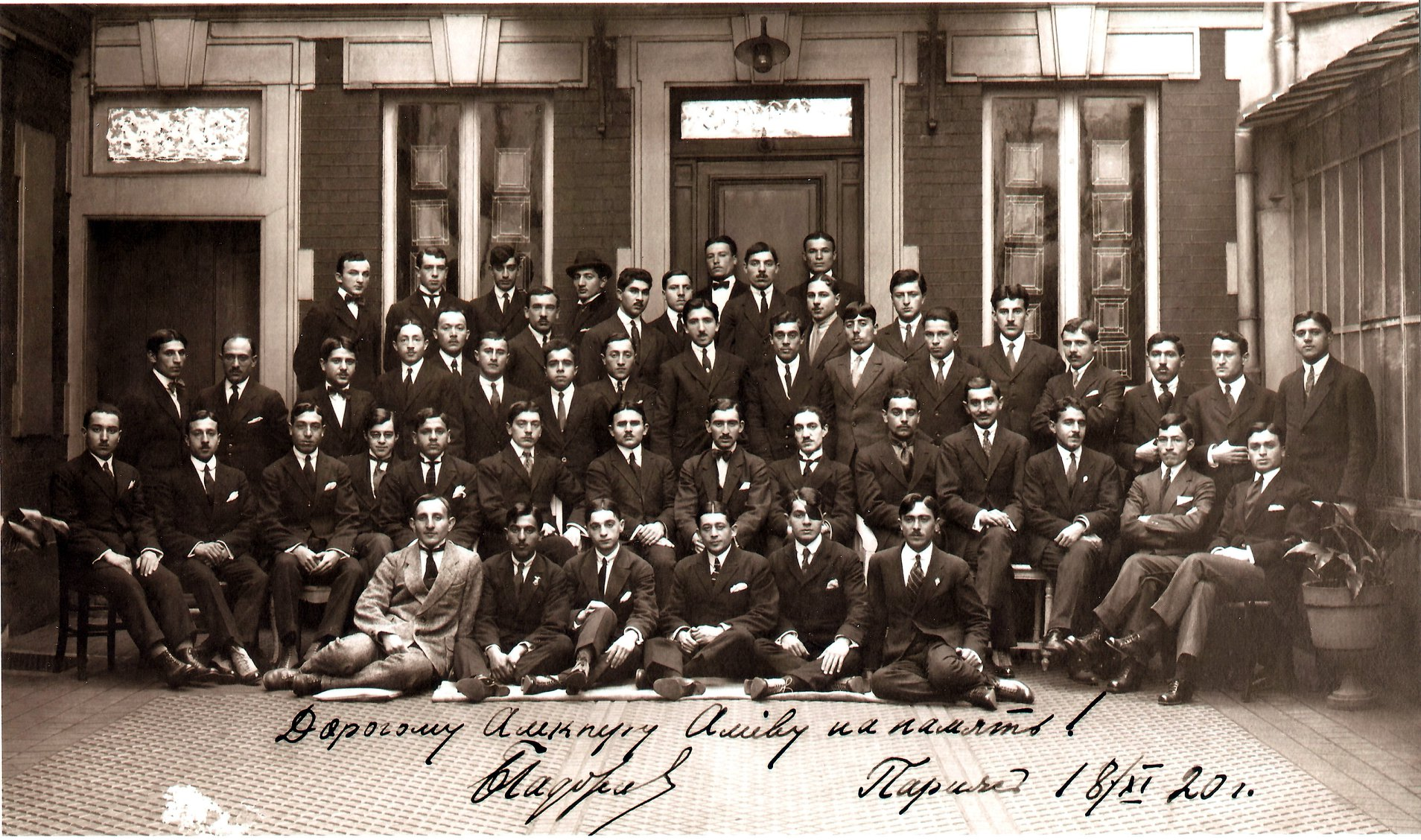
Группа азербайджанских студентов, обучающихся в Париже в 1920 году

Все учебные заведения в республике были переданы в его подчинение. 
В 1940 году создан Департамент трудовых резервов, который осуществлял надзор за деятельностью профессиональных учебных заведений. В 1959 году департамент преобразован в Государственный комитет профессионально-технического образования. Комитет функционировал до 1988 года. 
13 августа 1959 года образован Комитет высшего и среднего специального образования. Все учреждения среднего и высшего образования были переданы под его контроль. Комитет действовал с 1964 до 1988 года 
В 1988 году государственные органы, регулирующие образование, указом Совета министров Азербайджанской ССР были упразднены . Вместо них было создано Министерство народного образования.

### Современный период
3 сентября 1993 года Министерство было реорганизовано в Министерство образования. 1 марта 2005 года утверждено положение о Министерстве.  
26 марта 1998 года Мисир Марданов был назначен министром образования. С 2013 до 2017 года должность занимал Микаил Джаббаров.
В 2009 году учреждён Информационный центр Министерства образования. Также создан Совет по оценке электронных образовательных ресурсов в системе образования.
Планируется переход на двенадцатилетнюю систему образования.
На 2022 год в Азербайджане существует 36 государственных и 15 частных вузов. В 2009 году в университетах по всей стране обучалось 20 953 студентов и 3 526 аспирантов. В настоящее время обучается 104 925 студентов и аспирантов, в высших учебных заведениях, за исключением специализированных высших учебных заведений. По всей стране в университетах работают 11 566 преподавателей, в школах — 12 616 учителей.
28 июля 2022 года Министерство образования преобразовано в Министерство науки и образования. Министерству были переданы полномочия по осуществлению государственной политике в сфере науки, координации деятельности научных учреждений. При Министерстве были созданы Государственное агентство по науке и высшему образованию, Государственное агентство по дошкольному и общему образованию. Ряд научных учреждений НАНА были переданы в состав Министерства.

## Структура
см. также Список министров образования Азербайджана
Министерство возглавляет министр и три заместителя министра.
В структуру Министерства входят:
- Государственное агентство по науке и высшему образованию
- Государственное агентство профессионального образования
- Государственное агентство дошкольного и общего образования
- Управление образования г. Баку
- Региональные управления образования
- Агентство обеспечения качества образования
- Агентство профессионального образования
- Институт образования
- Институт экономики[11]

В 2017 году при Министерстве созданы постоянные советы:
- Постоянный совет «Содержание образования и учебники»[12]
- Постоянный совет «Образование и занятость»[12]

Данные советы выполняют функции совещательных органов.
Государственное агентство науки и высшего образования создано 28 июля 2022 года. Агентство регулирует и координирует деятельность научных учреждений и организаций, высших и средних учебных заведений,  осуществляет государственный контроль за их деятельностью. 
28 июля 2022 года в состав Министерства были переданы 22 научно-исследовательских института, состоявших до этого в структуре Академии наук Азербайджана, НИИ нахичеванского и гянджинского филиалов Академии наук Азербайджана, Шемахинская астрофизическая обсерватория, Батабатская астрофизическая обсерватория, Музей естественной истории имени Гасан-бека Зардаби.
4 апреля 2025 года были оптимизированы действующие научно-исследовательские институты. Часть НИИ была передана из ведения Министерства в подчинение ВУЗов, в том числе Институт полимерных материалов передан в состав Сумгаитского государственного университета, Институт экологии и природных ресурсов (Гянджа), Институт биоресурсов (Гянджа), Институт аграрных проблем (Гянджа), Ботанический сад (Гянджа) — в подчинение Гянджинского государственного университета, Институт природных ресурсов (Нахичевань), Институт биоресурсов (Нахичевань), Батабатская астрофизическая обсерватория (Нахичевань) переданы в подчинение Нахичеванского государственного университета.
Также 4 апреля 2025 года упразднены действовавшие при Министерстве научно-производственные объединения  «Нафта», «Ашгар» и «Композит».

## Обязанности министерства
В обязанности Министерства образования входит:
- участие в формировании единой государственной политики в области образования, и реализация этой политики;
- обеспечение развития системы образования в выработанных направлениях
- осуществление государственного регулирования в сфере образования
- осуществление государственного надзора за качеством образования
- обеспечение достижения равного доступа к образованию
- учебно-методическое и научное руководство организациями образования независимо от их организационно-правовой формы, формы собственности .

## Функции министерства
Министерство:
- участвует в создании нормативно-правовой базы по обеспечению деятельности системы образования и её развития, подготавливает соответствующие стандарты
- осуществляет контроль за исполнением государственных программ по развитию системы образования
- обеспечивает реализацию межгосударственных, региональных и международных программ развития в области образования
- обеспечивает координацию деятельности органов управления образованием, образовательных учреждений, неправительственных организаций, связанных с образованием
- определяет общие требования к организации процесса образования
- осуществляет контроль за соответствием организации образования соответствующим государственным стандартам
- обеспечивает подготовку, утверждение и печать учебников, учебных пособий
- утверждает базовые учебные планы и программы
- осуществляет контроль за реализацией обязательного общего среднего образования
- осуществляет контроль за качеством образования в организациях образования

## Деятельность

### В сфере общего среднего образования
Осуществляется сертификация учителей. За 2023 и 2024 год сертификацию прошли 40 тысяч учителей.
Осуществляется работа по обеспечению школ компьютерами и интернетом. Задачей является обеспечить минимум один компьютер на 6 учащихся.

### Фонд образовательных студенческих кредитов
При министерстве действует Фонд образовательных студенческих кредитов. На декабрь 2024 года в Фонд поступило 58 000 заявок. Выдано 46 000 образовательных кредитов на сумму 41 млн манат.

### Иная деятельность
При поддержке Министерства и Государственного комитета по работе с диаспорой Азербайджана с 9 по 11 сентября 2024 года в Баку проведён Форум азербайджанских учёных, проживающих за рубежом. В форуме приняли участие более 80 азербайджанских ученых из 23 стран, всего около 200 местных и зарубежных деятелей науки.

## Международное сотрудничество
В 2014 году между Министерством образования Азербайджанской Республики и Министерством образования Китайской Народной Республики было подписано соглашение о двустороннем сотрудничестве.
В 2014 году были заложены основы сотрудничества Министерства образования с компанией Aztech. Главной целью сотрудничества является оснащение учебных заведений Азербайджана новейшими технологиями.
Министерство образования, в частности, сотрудничает с такими странами, как Китайская Народная Республика, Королевство Нидерландов (Школа Менеджмента Маастрихта), Великобритания (Лондонская Школа Политики и Экономики, Университет Глазго, Университет Хериот-Уат), Соединённые Штаты Америки, Франция, Казахстан, Германия, Российская Федерация, Япония, Израиль, Южная Корея, Королевство Саудовской Аравии, Турецкая Республика, Иран, Египет, Индия, Украина, Грузия, Молдавия, Чехия, Словакия, Узбекистан и Польша.
В настоящее время Азербайджан входит в ряд конвенций международного характера.
Учебные заведения республики принимают участие в работе международных организаций, которые занимаются проблемами образования — ЮНЕСКО, ЮНИСЕФ, ЮНЕВОК, ИСЕСКО, Европейский фонд образования, а также Евросоюз. К примеру, высшие учебные заведения Азербайджана присоединены к программе TEMPUS/TACIS, которая финансируется Евросоюзом.
Согласно программе сотрудничества, которая была подписана между правительством Азербайджана и Детским Фондом Организации Объединённых Наций (ООН) — ЮНИСЕФ, на протяжении 2000—2004 годов осуществлялась реализация проектов «Развитие и более хорошая родительская инициатива в период раннего детства», «Активное обучение и школьное руководство», «Образование для развития и Конвенция Прав Ребенка (КПР)», «Усовершенствование данных и анализа в системе образования», «Здоровье и развитие молодежи», «Создание родительско-преподавательских ассоциаций», «Просветительство о минной опасности».
6 января 2021 года между Минобразованием Азербайджана и Министерством иностранных дел и торговли Венгрии подписан меморандум о взаимопонимании и сотрудничестве в рамках программы «Stipendium Hungaricum» на 2021—2023 годы.